# Escucha
Escucha is een gemeente in de Spaanse provincie Teruel in de regio Aragón met een oppervlakte van 41,57 km². Escucha telt 954 inwoners (1 januari 2016).
Alcaine · Aliaga · Anadón · Blesa · Cañizar del Olivar · Castel de Cabra · Cortes de Aragón · Cuevas de Almudén · Escucha · Fuenferrada · Hinojosa de Jarque · La Hoz de la Vieja · Huesa del Común · Jarque de la Val · Josa · Maicas · Martín del Río · Mezquita de Jarque · Montalbán · Muniesa · Obón · Palomar de Arroyos · Plou · Salcedillo · Segura de los Baños · Torre de las Arcas · Utrillas · Villanueva del Rebollar de la Sierra · Vivel del Río Martín · La Zoma